# Campeonato Mundial de Atletismo Sub-20 de 2018 - Lançamento de martelo feminino
A prova do lançamento de martelo feminino do Campeonato Mundial de Atletismo Sub-20 de 2018 ocorreu entre os dias 12 e 14 de julho no Estádio de Tampere em Tampere, na Finlândia. 

## Recordes
Antes desta competição, os recordes mundiais e do campeonato nesta prova eram os seguintes:
|     | Nome                | Nacionalidade  | Distância | Local     | Data                |
| --- | ------------------- | -------------- | --------- | --------- | ------------------- |
| WJR | Zhang Wenxiu        | China          | 73.24 m   | Changsha  | 24 de junho de 2005 |
| CR  | Alexandra Tavernier | França         | 70.62 m   | Barcelona | 14 de julho de 2012 |
| WJL | Alyssa Wilson       | Estados Unidos | 66.99 m   | Eugene    | 7 de junho de 2018  |

## Medalhistas
| Ouro                | Prata               | Bronze                 |
| Camryn Rogers (CAN) | Alyssa Wilson (USA) | Yaritza Martínez (CUB) |

## Cronograma
Todos os horários são locais (UTC+2).
| Data        | Hora  | Evento       |
| ----------- | ----- | ------------ |
| 12 de julho | 09:40 | Qualificação |
| 14 de julho | 13:20 | Final        |

## Resultados

### Qualificação
Qualificação: 62,00 m (Q) ou pelo menos melhor 12 qualificado (q) 
| Posição | Grupo | Atleta                 | Nacionalidade  | Tentativas | Tentativas | Tentativas | Marca | Notas |
| Posição | Grupo | Atleta                 | Nacionalidade  | 1          | 2          | 3          | Marca | Notas |
| ------- | ----- | ---------------------- | -------------- | ---------- | ---------- | ---------- | ----- | ----- |
| 1       | A     | Tatsiana Ramanovich    | Bielorrússia   | 62.84      |            |            | 62.84 | Q     |
| 2       | B     | Yaritza Martínez       | Cuba           | 58.76      | 62.58      |            | 62.58 | Q     |
| 3       | B     | Huang Weilu            | China          | 56.68      | 60.86      | 61.74      | 61.74 | q     |
| 4       | B     | Kateřina Skypalová     | Chéquia        | 58.63      | 60.47      | 61.26      | 61.26 | q     |
| 5       | B     | Ana Adela Stanciu      | Roménia        | 57.74      | 55.70      | 60.58      | 60.58 | q     |
| 6       | B     | Mariana García         | Chile          | 58.54      | 55.43      | 59.91      | 59.91 | q     |
| 7       | B     | Kiira Väänänen         | Finlândia      | 58.99      | 58.03      | 59.75      | 59.75 | q     |
| 8       | A     | Samantha Borutta       | Alemanha       | 58.21      | 59.36      | x          | 59.36 | q     |
| 9       | B     | Patrycja Maciejewska   | Polónia        | 58.53      | x          | 59.02      | 59.02 | q     |
| 10      | A     | Amanda Almendáriz      | Cuba           | x          | 58.84      | x          | 58.84 | q     |
| 11      | B     | Alyssa Wilson          | Estados Unidos | x          | 57.70      | 58.71      | 58.71 | q     |
| 12      | A     | Jillian Shippee        | Estados Unidos | x          | 55.89      | 58.34      | 58.34 | q     |
| 13      | B     | Dünya Ezgi Sayan       | Turquia        | 56.67      | 55.98      | 57.76      | 57.76 |       |
| 14      | A     | Zsanett Németh         | Hungria        | 49.91      | 57.45      | x          | 57.45 |       |
| 15      | B     | Cecilia Desideri       | Itália         | 57.18      | x          | x          | 57.18 |       |
| 16      | B     | Katie Head             | Grã-Bretanha   | 55.57      | 56.97      | x          | 56.97 |       |
| 17      | A     | Lise Lotte Jepsen      | Dinamarca      | 56.61      | 56.26      | x          | 56.61 |       |
| 18      | B     | Ximena Zorrilla        | Peru           | 56.55      | 54.96      | 55.37      | 56.55 |       |
| 19      | A     | Gema Marti             | Espanha        | 54.78      | 56.01      | 55.36      | 56.01 |       |
| 20      | A     | Antonella Creazzola    | Venezuela      | 54.23      | 55.94      | 46.13      | 55.94 |       |
| 21      | B     | Louise Mendes          | Austrália      | x          | 53.12      | 55.49      | 55.49 |       |
| 22      | A     | Jennifer Quick         | Suécia         | 54.49      | 54.08      | x          | 54.49 |       |
| 23      | B     | Natalia Sánchez        | Espanha        | x          | 53.79      | 53.95      | 53.95 |       |
| 24      | A     | Lucilla Celeghini      | Itália         | 50.67      | 53.32      | 53.54      | 53.54 |       |
| 25      | A     | Elena Stefania Mitrea  | Roménia        | 52.90      | x          | x          | 52.90 |       |
| 26      | B     | Franshesly Rodriguez   | Porto Rico     | 52.81      | x          | x          | 52.81 |       |
| 27      | B     | Katsiaryna Valadkevich | Bielorrússia   | 51.80      | 52.61      | 52.70      | 52.70 |       |
| 28      | A     | Caitlyn Hester         | Austrália      | 51.01      | 52.67      | 50.23      | 52.67 |       |
| 29      | A     | Alina Andriţchi        | Moldávia       | x          | 46.75      | 49.46      | 49.46 |       |
| 30      | A     | Nino Tsikvadze         | Geórgia        | x          | x          | 47.51      | 47.51 |       |
| 31      | A     | Camryn Rogers          | Canadá         | x          |            |            | NM    | qJ    |
| 32      | A     | Zhou Mengyuan          | China          | x          | x          | x          | NM    |       |

### Final
A prova final foi realizada no dia 14 de julho às 13:20. 
| Posição           | Atleta               | Nacionalidade  | Tentativas | Tentativas | Tentativas | Tentativas | Tentativas | Tentativas | Marca | Notas           |
| Posição           | Atleta               | Nacionalidade  | 1          | 2          | 3          | 4          | 5          | 6          | Marca | Notas           |
| ----------------- | -------------------- | -------------- | ---------- | ---------- | ---------- | ---------- | ---------- | ---------- | ----- | --------------- |
| Medalha de ouro   | Camryn Rogers        | Canadá         | 64.90      | 59.18      | 63.30      | 63.87      | 63.78      | x          | 64.90 |                 |
| Medalha de prata  | Alyssa Wilson        | Estados Unidos | 60.23      | 64.14      | 64.45      | 63.56      | 58.23      | 60.06      | 64.45 |                 |
| Medalha de bronze | Yaritza Martínez     | Cuba           | 60.75      | 60.69      | x          | 61.72      | 63.82      | x          | 63.82 |                 |
| 4                 | Huang Weilu          | China          | x          | 62.63      | 59.96      | 58.64      | 59.96      | 59.68      | 62.63 | Recorde pessoal |
| 5                 | Amanda Almendáriz    | Cuba           | 61.82      | x          | x          | x          | x          | x          | 61.82 |                 |
| 6                 | Jillian Shippee      | Estados Unidos | x          | x          | 59.92      | 61.38      | 57.85      | 58.93      | 61.38 | Recorde pessoal |
| 7                 | Kateřina Skypalová   | Chéquia        | 59.15      | 59.20      | 61.21      | 61.37      | x          | x          | 61.37 |                 |
| 8                 | Kiira Väänänen       | Finlândia      | 58.53      | 61.18      | 60.42      | x          | 60.42      | 60.94      | 61.18 |                 |
| 9                 | Ana Adela Stanciu    | Roménia        | 59.70      | 58.04      | x          |            |            |            | 59.70 |                 |
| 10                | Mariana García       | Chile          | 59.66      | 59.36      | 57.21      |            |            |            | 59.66 |                 |
| 11                | Tatsiana Ramanovich  | Bielorrússia   | 55.60      | x          | 59.35      |            |            |            | 59.35 |                 |
| 12                | Samantha Borutta     | Alemanha       | 56.70      | 58.02      | 58.04      |            |            |            | 58.04 |                 |
| 13                | Patrycja Maciejewska | Polónia        | 44.35      | 55.81      | 55.25      |            |            |            | 55.81 |                 |

Legenda
| Recorde mundial       | Recorde mundial (World record)               |                       | Recorde africano                      | Recorde africano (African) |                                           | Q | Classificado por posição (Qualified) |
| Recorde do campeonato | Recorde do campeonato (Championship record)  | Recorde da América    | Recorde da América (Americas)         | q                          | Classificado por melhor tempo (Qualified) |   |                                      |
| Melhor marca do ano   | Melhor marca do ano (World leading)          | Recorde asiático      | Recorde asiático (Asian)              | DNS                        | Não largou (Did not start)                |   |                                      |
| Recorde nacional      | Recorde nacional (National record)           | Recorde europeu       | Recorde europeu (European)            | DNF                        | Não terminou (Did not finish)             |   |                                      |
| Recorde pessoal       | Recorde pessoal do atleta (Personal best)    | Recorde da Oceania    | Recorde da Oceania (Oceania)          | DSQ / DQ                   | Desclassificado (Disqualified)            |   |                                      |
| Recorde da temporada  | Recorde da temporada do atleta (Season best) | Recorde sul-americano | Recorde sul-americano (South America) | NM                         | Sem marca (No mark)                       |   |                                      |